# Drive – Gázt!
A Drive – Gázt! (angolul: Drive) 2011-es amerikai thriller-filmdráma. Rendezője Nicolas Winding Refn, aki a filmmel elnyerte a Cannes-i fesztivál legjobb rendezőnek járó díját. A főbb szerepekben Ryan Gosling, Carey Mulligan, Bryan Cranston és Albert Brooks látható.
Az Amerikai Egyesült Államokban 2011. szeptember 16-án mutatták be a mozikban.

## Cselekmény
|  | Alább a cselekmény részletei következnek! |

A film főhőse Driver, aki nappal autóskaszkadőr és autószerelő, éjjel viszont rablóknak segít elmenekülni a helyszínről. Profi sofőr, aki fejből ismeri Los Angeles minden utcáját és gond nélkül meglóg a rendőrök elől. Ügynöke, Shannon hajtja fel neki a különböző munkákat, aki a szerelőműhelyben is foglalkoztatja. Szeretné autóversenyzővé avanzsáltatni pártfogoltját, ehhez azonban kénytelen az alvilági kapcsolataihoz fordulni. Driver kissé szürke életébe a szomszédban lakó, gyermekét egyedül nevelő Irene hoz változást, akivel lassan szerelmi kapcsolatba kerül. A nő férje börtönben ül, de szabadulásával nem csak az alakuló viszony bonyolódik, hanem a férfi adóssága is problémát jelent, amit ha nem rendez a családja is veszélybe kerül. Driver elvállalja, hogy segít letudni az adósságot egy rablással, amihez sofőr lesz, de a dolog csúnyán félresikerül. Miután az életére törnek, elindul, hogy kíméletlenül leszámoljon az alvilági figurákkal...

## Szereplők
| Szerep           | Színész             | Magyar hang               | Magyar hang                   |
| Szerep           | Színész             | 1. szinkron (DVD, Bluray) | 2. szinkron (Film Mania, AMC) |
| ---------------- | ------------------- | ------------------------- | ----------------------------- |
| Sofőr            | Ryan Gosling        | Zámbori Soma              | Szabó Máté                    |
| Irene            | Carey Mulligan      | Földes Eszter             | Solecki Janka                 |
| Shannon          | Bryan Cranston      | Rosta Sándor              | Háda János                    |
| Bernie Rose      | Albert Brooks       | Forgács Gábor             | Tarján Péter                  |
| Standard Gabriel | Oscar Isaac         | Dolmány Attila            | Láng Balázs                   |
| Nino             | Ron Perlman         | Vass Gábor                | Faragó András                 |
| Blanche          | Christina Hendricks | Major Melinda             | Kereki Anna                   |
| Cook             | James Biberi        | Beratin Gábor             | Jakab Csaba                   |
| Felolvasó        | Nincs               | Bozai József              | Welker Gábor                  |

## Filmzene
- Kavinsky & Lovefoxxx: Nightcall
- College feat. Electronic Youth: A Real Hero
- The Chromatics: Tick Of The Clock
- Riz Ortolani feat. Katina Ranieri: Oh My Love
- Desire: Under Your Spell